# 帕爾科區
帕爾科區（西班牙語：Distrito de Parco），是秘魯的一個區，位於該國中部胡寧大區的豪哈省，始建於1920年12月9日，面積32.82平方公里，海拔高度3,435米，2005年人口1,623，人口密度每平方公里49人。